# Débora Ferraz
Débora Laís Ferraz dos Santos (Serra Talhada, 1987) é uma escritora brasileira.
Nascida no sertão de Pernambuco, mudou-se ainda em 2001 para João Pessoa, onde formou-se em Jornalismo pela Universidade Federal da Paraíba, em 2009. Escreveu seu primeiro livro, Os anjos, em 2003. O conto O filhote de terremoto, finalista do Prêmio SESC de Contos Machado de Assis em 2012, foi adaptado para o cinema no curta-metragem Catástrofe (2012), dirigido por Gian Orsini.
A escritora venceu o Prêmio SESC de 2014 com seu primeiro romance, Enquanto Deus não está olhando.O livro foi vencedor do Prêmio São Paulo de Literatura de 2015 na categoria Autor estreante (menos de 40 anos).
Atualmente mora em Porto Alegre (RS), onde cursa doutorado em Escrita Criativa pela PUCRS.

## Obras
- 2003 - Os Anjos
- 2014 - Enquanto Deus não está olhando